# 衡阳市城建档案馆
衡阳市城建档案馆位于中国湖南省衡阳市，成立于1982年，首任馆长为刘昆吾。1999年被考评为国家一级城建档案馆。

## 历史
衡阳市历史上长期没有保管城建档案的工作机构，给后来的城市建设带来很多麻烦。如市园林处1959年建南郊公园，征购当地村镇9庙地，后当地村镇否认有过征购，园林处被迫重复支付土地费用。
1981年8月，衡阳市政府委托衡阳市建委筹建衡阳市城建档案馆，调任有19年文书档案工作的刘昆吾任馆长。

## 收藏
衡阳市城建档案馆现存城市规划、城建管理、市政设施、园林道路、交通、工业建筑、民用建筑等18大类档案，共计馆藏达6.8万余卷，各种比例地形图7000多张，城市建设照片、底片2万多张、城市建设录像130多盒，储存了衡阳市整个城区原貌，编研300多个重点工程建设概况，制作反映城市发展和重大项目的专题片10余部。